# NXT Arrival
NXT Arrival (gestileerd als NXT ArRIVAL) was een professioneel worstel- en WWE Network evenement dat georganiseerd werd door WWE voor hun NXT brand. Het evenement vond plaats op 24 februari 2014 in het Full Sail University in Winter Park, Florida. Het was een speciale aflevering van NXT en het eerste evenement dat gestreamd werd op de WWE Network.

## Matches
| Nr. | Match                                                                                  | Winnaar(s)          | Opmerkingen                                                                    | Bron  |
| --- | -------------------------------------------------------------------------------------- | ------------------- | ------------------------------------------------------------------------------ | ----- |
| 1   | Cesaro vs. Sami Zayn                                                                   | Cesaro              | Eén-op-één match.                                                              | [ 2 ] |
| 2   | Mojo Rawley vs. CJ Parker                                                              | Mojo Rawley         | Eén-op-één match.                                                              | [ 2 ] |
| 3   | The Ascension (Konnor & Viktor) (c) vs. Too Cool (Grand Master Sexay & Scotty 2 Hotty) | The Ascension       | Tag Team match voor het NXT Tag Team Championship.                             | [ 2 ] |
| 4   | Paige (c) vs. Emma                                                                     | Paige               | Eén-op-één match voor het NXT Women's Championship. Paige won door submission. | [ 2 ] |
| 5   | Tyler Breeze vs. Xavier Woods                                                          | N.V.T.              | Eén-op-één match. Match eindigde in no conest.                                 | [ 2 ] |
| 6   | Adrian Neville vs. Bo Dallas (c)                                                       | Adrian Neville (nc) | Ladder match voor het NXT Championship,.                                       | [ 2 ] |